# Alfa2 Canum Venaticorum-variabel
Alfa2 Canum Venaticorum-variabel, eller α2 CVn-variabel, är en typ av roterande variabel stjärna. Variabeltypen består av stjärnor i huvudserien av spektralklass B8p – A7p med starka magnetfält och tydliga spektrallinjer av kisel, strontium, krom och sällsynta jordartsmetaller.
Deras ljusstyrka varierar i visuell magnitud med 0,01 – 0,1 magnituder över en period av 0,5 – 160 dygn. Utöver ljusvariationerna varierar spektrallinjerna och magnetfälten i styrka. Dessa variationer följer samma period som ljusvariationerna och tros höra samman med stjärnans rotationsperiod. Teorin är att variationerna orsakas av en ojämn fördelning av metall i stjärnatmosfären, som får ljusstyrkan att variera under stjärnans rotation.
Prototypstjärnan heter Alfa² Canum Venaticorum. Den är en av komponenterna i dubbelstjärnan Cor Caroli i stjärnbilden Jakthundarna på den norra stjärnhimlen.  Dess ljusstyrka varierar med 0,14 magnituder och en period av 5,47 dygn. Dess spektralklass är A0VpSiEu och ljusstyrkan är +2,88 i visuell magnitud.